# Cosmopterix mneme
Cosmopterix mneme là một loài bướm đêm thuộc họ Cosmopterigidae. Loài này có ở Brasil (Bahia).
Cá thể trưởng thành được ghi nhận vào tháng 1.